# Puerto Rico op de Olympische Spelen
Puerto Rico, een unincorporated territory en daarmee een afhankelijk gebiedsdeel van de Verenigde Staten, vormt een van de NOC's die deelneemt aan de Olympische Spelen. Puerto Rico debuteerde op de Zomerspelen van 1948, sindsdien ontbrak het geen enkele editie. Zesendertig jaar later, in 1984, kwam het voor het eerst uit op de Winterspelen.
Parijs 2024 was voor Puerto Rico de twintigste deelname aan de Zomerspelen, in 2022 werd voor de achtste keer deelgenomen aan de Winterspelen.

## Medailles en deelnames
Er werden tien medailles gewonnen, alle op de Zomerspelen. De eerste zes werden in het boksen behaald in de periode 1948-1996. De volgende vier werden in de atletiek (2012, 2020), in het tennis (2016) en bij het worstelen (2012) behaald.
De eerste medaille was een bronzen medaille en werd bij de eerste deelname in 1948 gewonnen door bokser Juan Venegas bij de bantamgewichten. De eerste zilveren medaille volgde 36 jaar later bij de tiende deelname in 1984, bokser Luis Ortiz won deze bij de lichtgewichten. De eerste gouden medaille volgde weer 32 jaar later bij de achttiende deelname in 2016, tennisster Mónica Puig behaalde deze in het enkelspel.

### Overzicht
De tabel geeft een overzicht van de jaren waarin werd deelgenomen, het aantal gewonnen medailles en de eventuele plaats in het medailleklassement.
| Zomerspelen | Zomerspelen | Zomerspelen | Zomerspelen | Zomerspelen | Zomerspelen |        | Winterspelen | Winterspelen | Winterspelen | Winterspelen | Winterspelen | Winterspelen |
| Jaar        | Goud        | Zilver      | Brons       | Totaal      | Rang        | Jaar   | Goud         | Zilver       | Brons        | Totaal       | Rang         |              |
| 1948        | 0           | 0           | 1           | 1           | 34          | 1948   | -            | -            | -            | -            | -            |              |
| 1952        | 0           | 0           | 0           | 0           | -           | 1952   | -            | -            | -            | -            | -            |              |
| 1956        | 0           | 0           | 0           | 0           | -           | 1956   | -            | -            | -            | -            | -            |              |
| 1960        | 0           | 0           | 0           | 0           | -           | 1960   | -            | -            | -            | -            | -            |              |
| 1964        | 0           | 0           | 0           | 0           | -           | 1964   | -            | -            | -            | -            | -            |              |
| 1968        | 0           | 0           | 0           | 0           | -           | 1968   | -            | -            | -            | -            | -            |              |
| 1972        | 0           | 0           | 0           | 0           | -           | 1972   | -            | -            | -            | -            | -            |              |
| 1976        | 0           | 0           | 1           | 1           | 37          | 1976   | -            | -            | -            | -            | -            |              |
| 1980        | 0           | 0           | 0           | 0           | -           | 1980   | -            | -            | -            | -            | -            |              |
| 1984        | 0           | 1           | 1           | 2           | 30          | 1984   | 0            | 0            | 0            | 0            | -            |              |
| 1988        | 0           | 0           | 0           | 0           | -           | 1988   | 0            | 0            | 0            | 0            | -            |              |
| 1992        | 0           | 0           | 1           | 1           | 54          | 1992   | 0            | 0            | 0            | 0            | -            |              |
| 1996        | 0           | 0           | 1           | 1           | 71          | 1994   | 0            | 0            | 0            | 0            | -            |              |
| 2000        | 0           | 0           | 0           | 0           | -           | 1998   | 0            | 0            | 0            | 0            | -            |              |
| 2004        | 0           | 0           | 0           | 0           | -           | 2002   | 0            | 0            | 0            | 0            | -            |              |
| 2008        | 0           | 0           | 0           | 0           | -           | 2006   | -            | -            | -            | -            | -            |              |
| 2012        | 0           | 1           | 1           | 2           | 63          | 2010   | -            | -            | -            | -            | -            |              |
| 2016        | 1           | 0           | 0           | 1           | 54          | 2014   | -            | -            | -            | -            | -            |              |
| 2020        | 1           | 0           | 0           | 1           | 63          | 2018   | 0            | 0            | 0            | 0            | -            |              |
| 2024        | 0           | 0           | 2           | 2           | 80          | 2022   | 0            | 0            | 0            | 0            | -            |              |
| Totaal      | 2           | 2           | 8           | 12          |             | Totaal | 0            | 0            | 0            | 0            |              |              |
| Tot. Z+W    | 2           | 2           | 8           | 12          |             |        |              |              |              |              |              |              |

### Per deelnemer
| Editie | Sport     | Olympiër                | Onderdeel               | Medaille |
| ------ | --------- | ----------------------- | ----------------------- | -------- |
| 1948   | Boksen    | Juan Venegas            | bantamgewicht (m)       | Brons    |
| 1976   | Boksen    | Orlando Maldonado       | lichtvlieggewicht (m)   | Brons    |
| 1984   | Boksen    | Luis Ortiz              | lichtgewicht (m)        | Zilver   |
| 1984   | Boksen    | Arístides González      | middengewicht (m)       | Brons    |
| 1992   | Boksen    | Anibal Acevedo Santiago | weltergewicht (m)       | Brons    |
| 1996   | Boksen    | Daniel Santos           | weltergewicht (m)       | Brons    |
| 2012   | Worstelen | Jaime Espinal           | vrije stijl, -84 kg (m) | Zilver   |
| 2012   | Atletiek  | Javier Culson           | 400 meter horden (m)    | Brons    |
| 2016   | Tennis    | Mónica Puig             | Enkelspel (v)           | Goud     |
| 2020   | Atletiek  | Jasmine Camacho-Quinn   | 100 meter horden (v)    | Goud     |

Afghanistan · Albanië · Algerije · Amerikaans-Samoa · Amerikaanse Maagdeneilanden · Andorra · Angola · Antigua en Barbuda · Argentinië · Armenië · Aruba · Australië · Azerbeidzjan · Bahama's · Bahrein · Bangladesh · Barbados · België · Belize · Benin · Bermuda · Bhutan · Bolivia · Bosnië en Herzegovina · Botswana · Brazilië · Britse Maagdeneilanden · Brunei · Bulgarije · Burkina Faso · Burundi · Cambodja · Canada · Centraal-Afrikaanse Republiek · Chili · China · Chinees Taipei · Colombia · Comoren · Congo-Brazzaville · Congo-Kinshasa · Cookeilanden · Costa Rica · Cuba · Cyprus · Denemarken · Djibouti · Dominica · Dominicaanse Republiek · Duitsland · Ecuador · Egypte · El Salvador · Equatoriaal-Guinea · Eritrea · Estland · Ethiopië · Fiji · Filipijnen · Finland · Frankrijk · Gabon · Gambia · Georgië · Ghana · Grenada · Griekenland · Groot-Brittannië · Guam · Guatemala · Guinee · Guinee-Bissau · Guyana · Haïti · Honduras · Hongarije · Hongkong · Ierland · IJsland · India · Indonesië · Irak · Iran · Israël · Italië · Ivoorkust · Jamaica · Japan · Jemen · Jordanië · Kaaimaneilanden · Kaapverdië · Kameroen · Kazachstan · Kenia · Kirgizië · Kiribati · Koeweit · Kosovo · Kroatië · Laos · Lesotho · Letland · Libanon · Liberia · Libië · Liechtenstein · Litouwen · Luxemburg · Madagaskar · Malawi · Malediven · Maleisië · Mali · Malta · Marokko · Marshalleilanden · Mauritanië · Mauritius · Mexico · Micronesië · Moldavië · Monaco · Mongolië · Montenegro · Mozambique · Myanmar · Namibië · Nauru · Nederland · Nepal · Nicaragua · Nieuw-Zeeland · Niger · Nigeria · Noord-Korea · Noord-Macedonië · Noorwegen · Oeganda · Oekraïne · Oezbekistan · Oman · Oost-Timor · Oostenrijk · Pakistan · Palau · Palestina · Panama · Papoea-Nieuw-Guinea · Paraguay · Peru · Polen · Portugal · Puerto Rico · Qatar · Roemenië · Rusland · Rwanda · Saint Kitts en Nevis · Saint Lucia · Saint Vincent en de Grenadines · Salomonseilanden · Samoa · San Marino · Saoedi-Arabië · Sao Tomé en Principe · Senegal · Servië · Seychellen · Sierra Leone · Singapore · Slovenië · Slowakije · Somalië · Spanje · Sri Lanka · Soedan · Suriname · Swaziland · Syrië · Tadzjikistan · Tanzania · Thailand · Togo · Tonga · Trinidad en Tobago · Tsjaad · Tsjechië · Tunesië · Turkije · Turkmenistan · Tuvalu · Uruguay · Vanuatu · Venezuela · Verenigde Arabische Emiraten · Verenigde Staten · Vietnam · Wit-Rusland · Zambia · Zimbabwe · Zuid-Afrika · Zuid-Korea · Zuid-Soedan · Zweden · Zwitserland
Historische landen: Bohemen · Bondsrepubliek Duitsland · Brits-Indië · Duitse Democratische Republiek · Joegoslavië · Malaya · Nederlandse Antillen · Noord-Borneo · Noord-Jemen · Saarland · Servië en Montenegro · Sovjet-Unie · Tsjecho-Slowakije · West-Indische Federatie · Zuid-Jemen
Bijzondere deelnames: Onafhankelijke olympische atleten · Vluchtelingenteam 
 Australazië · Duits Eenheidsteam · Gemengd team · Gezamenlijk Team